# José María Franco Bordons
José María Franco Bordons (Irún, 28 de agosto de 1894-Madrid, 23 de septiembre de 1971) fue un violinista, director de orquesta, compositor y profesor de música español, discípulo de Enrique Fernández Arbós y de Conrado del Campo.

## Biografía
Nacido en la guipuzcoana localidad de Irún, sus inicios en la música empezaron de muy niño, con seis años. Poco después la familia se trasladó a vivir en Madrid, donde continuó la carrera musical en el Real Conservatorio cursando estudios de violín, piano, composición y dirección, entre otros. En violín fue discípulo de Arbos y en composición del maestro Conrado del Campo.
Estrenó su primera obra, «El emigrante», en 1921 en el Teatro de la Zarzuela y al año siguiente se integró como pianista en el Quinteto Hispania,  liderado por el violinista Telmo Vela. Con él viajó por España y Latinoamérica y estrenó en 1923 su segunda obra, «Impresiones españolas», en Madrid. Como director, su primer concierto fue en Buenos Aires en 1924. Un año más tarde fue nombrado director de la orquesta de Unión Radio Madrid. 
En 1926 contrae matrimonio con Consuelo Gil Roësset, escritora y editora, con quien musicalizará los poemas escritos por su esposa en "Canciones de niños".
A partir de ese momento continuaría dirigiendo otras agrupaciones musicales como la Orquesta Sinfónica de Madrid (1932), la Orquesta Nacional de España y la de Radio Televisión Española, de las que fue primer director, pasando por la del grupo de ballet de Pilar López Júlvez y otras sinfónicas y filarmónicas de Europa y América. Como educador, ocupó la cátedra de violín en el Conservatorio de Murcia (1919-1923), de piano, órgano, armonía y composición en el Colegio Nacional de Ciegos de Chamartín de la Rosa en Madrid (1927-1935) y profesor numerario del  Real Conservatorio de Música de Madrid desde 1935, institución en la que también fue sudirector. Como autor compuso unas sesenta obras de temática variada —zarzuelas, óperas, música sinfónica, obras para arpa, guitarra, piano, etc ...— y corte tradicional con «una estética nacionalista de cierto 'conservadurismo'».
Fue padre del también director de orquesta y músico José María Franco Gil (Madrid 1927 - 2013).